# شيروكي تشيكاماجو
كانت شيروكي تشيكاماجو (بالإنجليزية: Chickamauga Cherokee)‏ مجموعة انفصلت عن الجزء الأكبر من قبائل الشيروكي خلال حرب الاستقلال الأمريكية. أراد غالبية سكان الشيروكي التوصل إلى سلام مع الأميركيين قرابة نهاية عام 1776 في أعقاب العديد من النكسات العسكرية والانتقام الذي أعقب ذلك، حيث كانوا بمثابة العدو اللدود للمستوطنين الأمريكيين والذين شنوا حربًا على الحدود لعقود بعد نهاية الحرب مع بريطانيا. انتقل أتباع تشيكاماوجا تحت قيادة دراجينج كانوي، إلى نهر تينيسي بعيدًا عن بلداتهم التاريخية أوفرهيل شيروكي في شتاء 1776-1777. بعد أن نقلوا في منطقة أكثر عزلة، أنشأوا 11 مدينة جديدة من أجل الحصول على مساحة أكبر من تعديات المستعمرين. ربط الأمريكيون الحدوديون دراجينج كانوي وفرقته ببلدتهم الجديدة على تشيكاماوجا كريك وبدأوا في الإشارة إليهم باسم تشيكاماجوس أو شعب التشيكاماجو. بعد خمس سنوات، انتقلت التشيكاماجوس إلى الغرب والجنوب الغربي إلى ولاية ألاباما الحالية، وأنشوأ خمس مستوطنات كبيرة. وعُرفوا أكثر باسم جماعة شيروكي السفلية. وارتبط هذا المصطلح ارتباطًا وثيقًا بشعب هذه المدن الخمس السفلي.